# Ocyale qiongzhongensis
Ocyale qiongzhongensis là một loài nhện trong họ Lycosidae.
Loài này thuộc chi Ocyale. Ocyale qiongzhongensis được Chang-Min Yin & Peng miêu tả năm 1997.